# Donald Petrie
Donald Mark Petrie (nascut el 2 d'abril de 1954) és un director i actor de cinema estatunidenc.

## Vida i carrera
Petrie va néixer a Nova York, fill de Dorothea (née Grundy), una productora de televisió, actriu i novel·lista i Daniel Petrie, director. És el germà de l'escriptor Daniel Petrie Jr.
Petrie va començar la seva carrera d'entreteniment com a actor, després d'haver-se format i graduat a Califòrnia State Northridge com a major de teatre. Donald aviat va aparèixer en molts episodis de televisió. El 1980, Donald va decidir centrar-se en la direcció quan va ser acceptat com a membre de l'American Film Institute.
Petrie has acted and guest-starred on television programs since 1976.

## Filmography
Film
- Mystic Pizza (1988)
- Opportunity Knocks (1990)
- Dos vells rondinaires (1993)
- El favor (1994)
- Nen ric (1994)
- Com triomfar a Wall Street (1996)
- My Favorite Martian (1999)
- Miss agent especial (2000)
- How to Lose a Guy in 10 Days (2003)
- Benvingut a Mooseport (2004)
- Just My Luck (2006) (Also producer)
- La meva vida en ruïnes (2009)
- Atlantic Gold (2013)
- Little Italy (2018)

Telefilms
- Why on Earth? (1988)
- Turner & Hooch (1990)
- Country Estates (1993)

Sèries de televisió
| Any       | Títol                   | Episodi(s)                                    |
| --------- | ----------------------- | --------------------------------------------- |
| 1985      | MacGyver                | "Trumbo's World"                              |
| 1985      | Amazing Stories         | "Mr. Magic"                                   |
| 1985-1988 | The Equalizer           | "Desperately"                                 |
| 1985-1988 | The Equalizer           | "Dead Drop"                                   |
| 1985-1988 | The Equalizer           | "Shades of Darkness"                          |
| 1985-1988 | The Equalizer           | "Tip on a Sure Thing"                         |
| 1985-1988 | The Equalizer           | "Riding the Elephant"                         |
| 1986      | CBS Schoolbreak Special | "Have You Tried Talking to Patty?"            |
| 1986      | Downtown                | "Pilot"                                       |
| 1986-1987 | L.A. Law                | "The Venus Butterfly"                         |
| 1986-1987 | L.A. Law                | "The Douglas Fur Ball"                        |
| 1987      | Private Eye             | "Nicky the Rose"                              |
| 1987      | The Oldest Rookie       | "At the End of the Long Arm Is the Glad Hand" |
| 1987      | The Oldest Rookie       | "Blue Flu"                                    |
| 1987      | The Oldest Rookie       | "Expert Witness"                              |
| 1992      | The Heights             | "Talk to an Angel"                            |
| 1992      | The Heights             | "On the Nickel"                               |
| 1992      | Picket Fences           | "Remembering Rosemary"                        |
| 1995      | Chicago Hope            | "Rise from the Dead"                          |
| 1997      | Players                 | "Con Job"                                     |
| 1999      | Snoops                  | "Blood Lines"                                 |
| 2000      | Opposite Sex            | "Pilot"                                       |
| 2015      | Chicago Med             | "Mistaken"                                    |
| 2015      | Chicago Med             | "Reunion"                                     |
| 2015      | Chicago Med             | "Hearts"                                      |
| 2015      | Chicago Med             | "On Shaky Ground"                             |
| 2015      | Chicago Med             | "What You Don't Know"                         |
| 2017      | Chicago Justice         | "Fake"                                        |
| 2017      | Chicago Justice         | "Double Helix"                                |
| 2017      | Chicago Justice         | "Lily's Law"                                  |
| 2018      | The Kominsky Method     | "Chapter 3. A Prostate Enlarges"              |
| 2018      | The Kominsky Method     | "Chapter 7. A String Is Attached"             |
| 2019      | Chicago P.D.            | "Good Men"                                    |